# Namakura katana
Namakura katana (なまくら刀?) è un cortometraggio d'animazione giapponese del 1917 diretto da Jun'ichi Kōuchi.
È un cortometraggio anime prodotto dalla Kobayashi Shokai e distribuito in Giappone il 30 giugno 1917. È conosciuto anche col titolo Hanawa Hekonai meitō no maki (塙凹内名刀之巻?).
Il film venne ritrovato in un negozio d'antiquariato di Osaka nel marzo 2008 assieme ad un altro corto, Urashima Tarō.

## Trama
Un samurai acquista una nuova spada, scoprendo però che è già spuntata. Quando cerca di attaccare un passante, questo gli dà una lezione.